# Телиуку Супериор (Хунедоара)
Телиуку Супериор (рум. Teliucu Superior) насеље је у Румунији у округу Хунедоара у општини Телиуку Инфериор. Oпштина се налази на надморској висини од 319 m.

## Становништво
Према подацима из 2002. године у насељу је живело 306 становника, од којих су сви румунске националности.